# La Taverna
La Taverna is een bevolkte plaats nabij de stad Ripoll Vallfogona in de comarca Ripollès. Tijdens de volkstelling van 2007 had de plaats 10 inwoners.
De plaats ligt in de gemeente Vallfogona de Ripollès.